# Chad Taylor (Schlagzeuger)

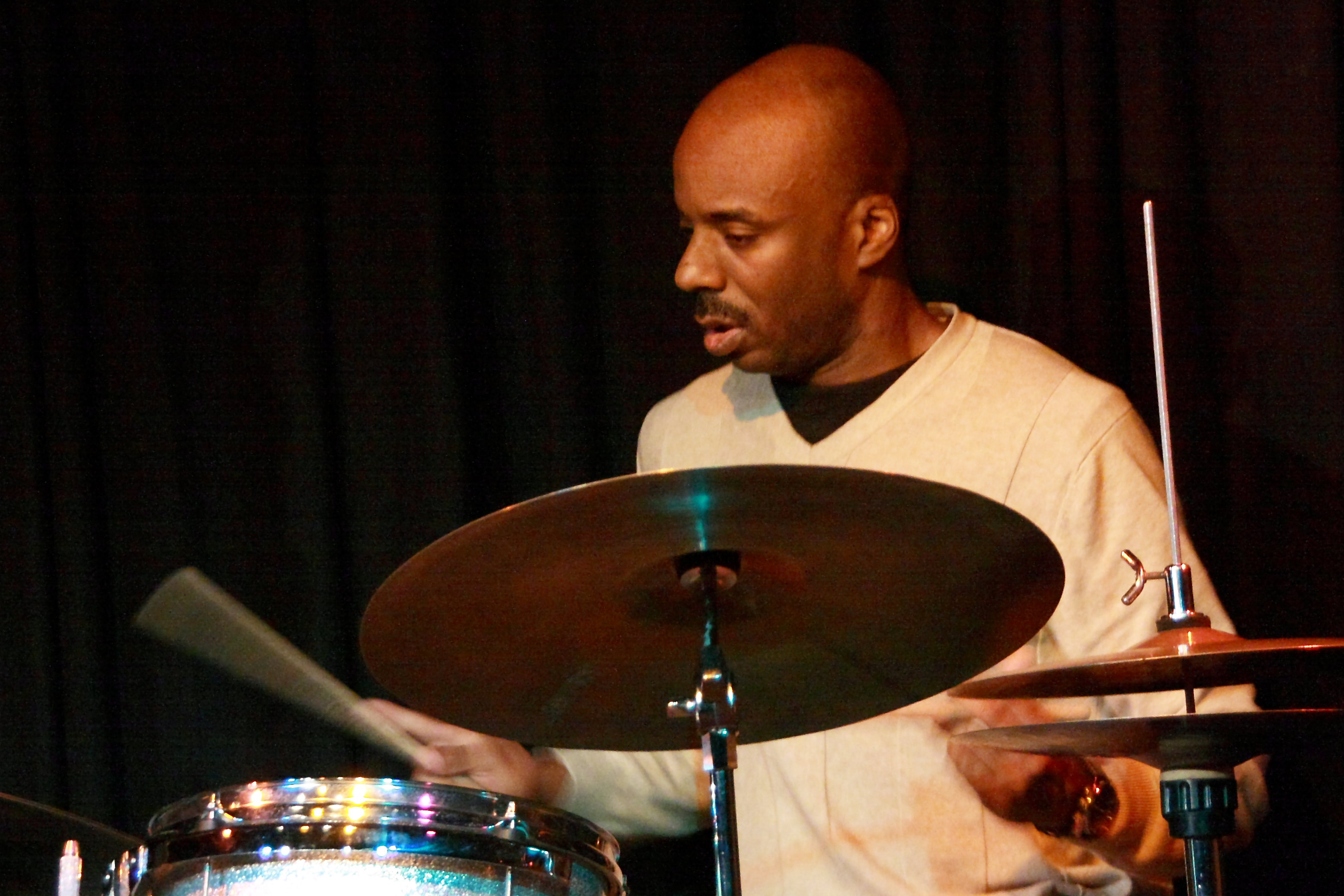
Chad Taylor mit Digital Primitives im Club W71, 2012

Chad Taylor (* 19. März 1973 in Tempe, Arizona) ist ein US-amerikanischer Schlagzeuger und Bandleader im Bereich des Creative Jazz und improvisierter Musik.

## Leben und Wirken
Taylor begann Anfang der 1990er Jahre in den Jazzszenen von New York und Chicago zu arbeiten. Er war mit Rob Mazurek and Jeff Parker Mitbegründer des Chicago Underground Orchestra, spielte bei Triptych Myth von Cooper-Moore und in Digital Primitives mit Assif Tsahar. Er gehörte Marc Ribots Spiritual Unity Projekt an, spielte außerdem mit Pharoah Sanders, Roscoe Mitchell, John Zorn, Evan Parker, Ellery Eskelin, Tony Malaby, Nicole Mitchell, Henry Grimes, Marc Ribot, Avram Fefer und Craig Taborn. 2008 legte Taylor sein Debütalbum Circle Down (482 Music) vor, das er im Trio mit dem Bassisten Chris Lightcap und der Pianistin Angelica Sanchez einspielte. 2013 wirkte er bei Nicole Mitchells Album The Secret Escapades of Velvet Anderson, 2015 bei Yoni Kretzmers Five, 2019 bei Eric Revis’ Album Slipknots Through a Looking Glass und bei  Alan Braufmans Infinite Love, Infinite Tears (2024) mit. Zu hören ist er auch auf Luke Stewarts The Order (2025). Er lebt in Jersey City, wo er mit seiner Band Circle Down auftritt. Beim Down Beat Critics Poll 2020 wurde er Sieger als Rising Star in der Kategorie Perkussion. 2020 nahm er mit Joshua Abrams das Album Mind Maintenance auf.
Chad Taylor ist nicht mit dem gleichnamigen Rockgitarristen (* 1970) zu verwechseln.

## Diskographische Hinweise
- Chicago Underground Trio – 12 Degress of Freedom (Thrill Jockey, 1997)
- Chicago Underground Trio – Possible Cube (Delmark Records, 1998)
- Fred Anderson Quartet Vol. 1 & 2 (Asian Improv, 1998)
- Chicago Underground Quartet (Thrill Jockey, 2000)
- Matana Roberts – Sticks and Stones (482 Music, 2002)
- Tom Abbs – Conscription (CIMP, 2003)
- Jeff Parker – Like-coping (Delmark, 2003)
- Cooper-Moore / Tom Abbs / Chad Taylor – Triptych Myth (Hopscotch Records, 2004)
- Digital Primitives – Hum Crackle & Pop (Hopscotch Records, 2009), mit Cooper-Moore & Assif Tsahar
- Fred Anderson – 21st Century Chase (Delmark, 2011), mit Jeff Parker, Harrison Bankhead, Henry Grimes
- Avram Fefer Trio: Eliyahu (2011)
- Side A: A New Margin (Clean Feed, 2012), mit Ken Vandermark, Håvard Wiik
- Marc Ribot Trio – Live at the Village Vanguard (Pi Recordings, 2014)
- Mara Rosenbloom: Prairie Blum (2016)
- Chicago / London Underground: A Night Walking Through Mirrors (Cuneiform Records, 2017)
- James Brandon Lewis und Chad Taylor: Radiant Imprints (Off Records, 2018)
- Hearts & Minds: Electroradiance (Astral Spirits, 2018), mit Paul Giallorenzo, Jason Stein
- Myths and Morals (ears&eyes Records, 2018)
- Chicago Underground Quartet: Good Days (2020)
- The Daily Biological (2020)
- James Brandon Lewis & Chad Taylor: Live in Willisau (Intakt, 2020)
- Luke Stewart Silt Trio: The Bottom (Cuneiform, 2022)
- The Reel (2022)
- Avram Fefer Quartet: Juba Lee (Lean Feed, 2022)
- A Pride of Lions: No Questions – No Answers (RogueArt, 2023) mit Joe McPhee, Daunik Lazro, Guillaume Séguron
- Jaimie Branch: Fly or Die Fly or Die Fly or Die ((World War)) (International Anthem, 2023)
- John Blum, David Murray, Chad Taylor: The Recursive Tree (2023)
- Rob Brown: Oblongata (RogueArt, 2023)
- James Brandon Lewis Quartet: Transfiguration (Intakt, 2024)
- John Blum: Deep Space (Astral Spirits, 2024)
- Rob Mazurek Quartet: Color Systems (RogueArt, 2024)
- Hearts & Minds: Illuminescence (2025), mit Paul Giallorenzo & Jason Stein
- Chicago Underground Duo: Hyperglyph (International Anthem, 2025)